# REFLECTION (結城アイラのアルバム)
『REFLECTION』（リフレクション）は、結城アイラの1枚目のアルバム。2008年7月2日にLantisから発売された。

## 収録曲
1. colorless wind
作詞：畑亜貴、作曲・編曲：大久保薫
  - テレビアニメ『sola』オープニングテーマ
2. 見上げるあの空で
作詞：畑亜貴、作曲：黒須克彦、編曲：大久保薫
  - テレビアニメ『sola』グランドエンディングテーマ
3. 宵待雨月
作詞：畑亜貴、作曲・編曲：末廣健一郎
  - テレビアニメ『sola』四方茉莉イメージソング
4. Moon Legend
作詞：畑亜貴、作曲・編曲：虹音
  - ミュージックアニメクリップ『シャイナ・ダルク 〜黒き月の王と蒼碧の月の姫君〜』イメージソング
5. セカイノナミダ
作詞：畑亜貴、作曲・編曲：末廣健一郎
  - テレビアニメ『true tears』エンディングテーマ
6. missing piece
作詞：畑亜貴、作曲・編曲：末廣健一郎
7. 残酷よ希望となれ
作詞：畑亜貴、作曲・編曲：虹音
  - テレビアニメ『アイドルマスター XENOGLOSSIA』第2期オープニングテーマ
8. 記憶の鎖
作詞：畑亜貴、作曲・編曲：虹音
9. そこにひとつだけ
作詞：畑亜貴、作曲・編曲：末廣健一郎
10. REFLECTION
作詞：畑亜貴、作曲：末廣健一郎、編曲：伊藤真澄
11. 恋しかなかった
作詞：畑亜貴、作曲・編曲：大久保薫
12. No reason?
作詞：畑亜貴、作曲・編曲：末廣健一郎
  - テレビアニメ『true tears』湯浅比呂美イメージソング